# 朱经
朱经，江西吉安府安福县人，清朝地方官员。
贡生出身。康熙二年（1663年），担任福建光泽县知县。康熙九年（1670年），改任福建永安县知县。